# Serie A1 1976-1977 (pallacanestro maschile)
Il campionato di Serie A1 di pallacanestro maschile 1976-1977 è stato il cinquantacinquesimo organizzato in Italia.
La formula del Campionato viene modificata con l'istituzione dei play-off. Le prime sei classificate della stagione regolare di Serie A1 e le prime due di Serie A2 si affrontano in due gironi all'italiana: in "Fascia A" con le prime due della Serie maggiore e le qualificate dalla Seconda serie, in "Fascia B" con le altre classificate di A1. Le prime due di ogni girone si sfidano infine nei play off a eliminazione diretta per l'aggiudicazione del titolo.

## Stagione regolare

### Classifica
|  |     | Classifica stagione regolare 1976-1977 | Pt | G  | V  | P  | PF   | PS   |
|  | --- | -------------------------------------- | -- | -- | -- | -- | ---- | ---- |
|  | 1.  | Sinudyne Bologna                       | 38 | 22 | 19 | 3  | 2001 | 1795 |
|  | 2.  | Mobilgirgi Varese                      | 30 | 22 | 15 | 7  | 2006 | 1827 |
|  | 3.  | Forst Cantù                            | 30 | 22 | 15 | 7  | 2014 | 1965 |
|  | 4.  | Alco Bologna                           | 28 | 22 | 14 | 8  | 1869 | 1843 |
|  | 5.  | Brill Cagliari                         | 24 | 22 | 12 | 10 | 1891 | 1854 |
|  | 6.  | Xerox Milano                           | 24 | 22 | 12 | 10 | 1935 | 1972 |
|  | 7.  | Canon Venezia                          | 22 | 22 | 11 | 11 | 1743 | 1724 |
|  | 8.  | Ibp Roma                               | 18 | 22 | 9  | 13 | 1740 | 1819 |
|  | 9.  | Sapori Siena                           | 16 | 22 | 8  | 14 | 1668 | 1760 |
|  | 10. | Jollycolombani Forlì                   | 12 | 22 | 6  | 16 | 1871 | 2010 |
|  | 11. | Pagnossin Gorizia                      | 12 | 22 | 6  | 16 | 1868 | 1938 |
|  | 12. | Snaidero Udine                         | 10 | 22 | 5  | 17 | 1835 | 1934 |

## Seconda fase

### Gironi di qualificazione

#### Poule Scudetto A
|  |    | Classifica Poule Scudetto A | Pt | G | V | P | PtF | PtS |
|  | -- | --------------------------- | -- | - | - | - | --- | --- |
|  | 1. | Mobilgirgi Varese           | 8  | 6 | 4 | 2 | 571 | 500 |
|  | 2. | Sinudyne Bologna            | 8  | 6 | 4 | 2 | 505 | 400 |
|  | 3. | Fernet Tonic Bologna        | 6  | 6 | 3 | 3 | 511 | 535 |
|  | 4. | Cinzano Milano              | 2  | 6 | 1 | 5 | 495 | 568 |

#### Poule Scudetto B
|  |    | Classifica Poule Scudetto B | Pt | G | V | P | PtF | PtS |
|  | -- | --------------------------- | -- | - | - | - | --- | --- |
|  | 1. | Forst Cantù                 | 10 | 6 | 5 | 1 | 614 | 554 |
|  | 2. | Alco Bologna                | 8  | 6 | 4 | 2 | 546 | 507 |
|  | 3. | Brill Cagliari              | 6  | 6 | 3 | 3 | 554 | 543 |
|  | 4. | Xerox Milano                | 0  | 6 | 0 | 6 | 558 | 635 |

## Play-off
|  | Semifinali        | Semifinali        | Semifinali        | Semifinali | Semifinali |  |  | Finale            | Finale            | Finale            | Finale | Finale |  |
|  |                   |                   |                   |            |            |  |  |                   |                   |                   |        |        |  |
|  | Alco Bologna      | Alco Bologna      | Alco Bologna      | 88         | 70         |  |  |                   |                   |                   |        |        |  |
|  | Mobilgirgi Varese | Mobilgirgi Varese | Mobilgirgi Varese | 97         | 102        |  |  | Mobilgirgi Varese | Mobilgirgi Varese | Mobilgirgi Varese | 82     | 91     |  |
|  | Forst Cantù       | Forst Cantù       | 99                | 71         | 83         |  |  | Sinudyne Bologna  | Sinudyne Bologna  | Sinudyne Bologna  | 77     | 79     |  |
|  | Sinudyne Bologna  | Sinudyne Bologna  | 81                | 98         | 84         |  |  |                   |                   |                   |        |        |  |

## Verdetti
- Campione d'Italia:  Mobilgirgi Varese

Formazione: Bob Morse, Stefano Bechini, Fabio Colombo, Dino Meneghin, Alberto Mottini, Marino Zanatta, Giulio Iellini, Aldo Ossola, Ivan Bisson, Sergio Rizzi, Antonio Campiglio, Marco Dellacà, Enzo Pozzati. Allenatore: Sandro Gamba.
- Retrocessioni in Serie A2: Sapori Siena, Jollycolombani Forlì e Snaidero Udine.